# Dicoelothorax
Dicoelothorax is een geslacht van vliesvleugeligen uit de familie Eucharitidae. De wetenschappelijke naam van dit geslacht is voor het eerst geldig gepubliceerd in 1899 door Ashmead.

## Soorten
Het geslacht Dicoelothorax omvat de volgende soorten:
- Dicoelothorax parviceps Cameron, 1913
- Dicoelothorax platycerus Ashmead, 1904